# دير الغصن
دير الغصن قرية سورية تتبع ناحية الجوادية في منطقة المالكية التابعة لمحافظة الحسكة. بلغ عدد سكانها 1702 نسمة عام 2004، جميعهم أكراد.
تقع على بعد 13 كم تقريبا إلى الشمال من مدينة الجوادية، بمحاذاة الحدود التركية.